# Malá Kraš

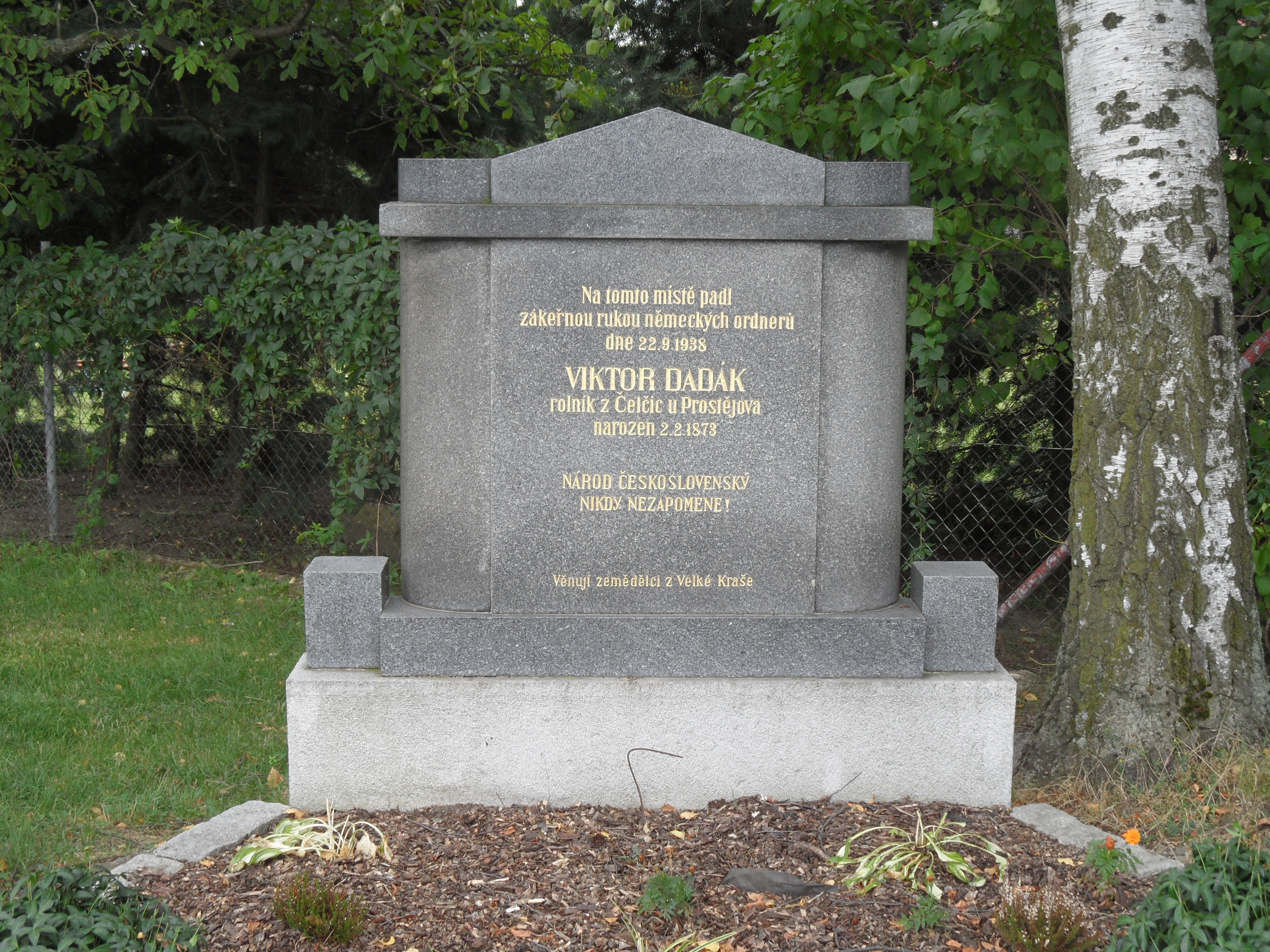
Gedenkstein für den am 22. September 1938 getöteten Grenzschützer Viktor Dadák

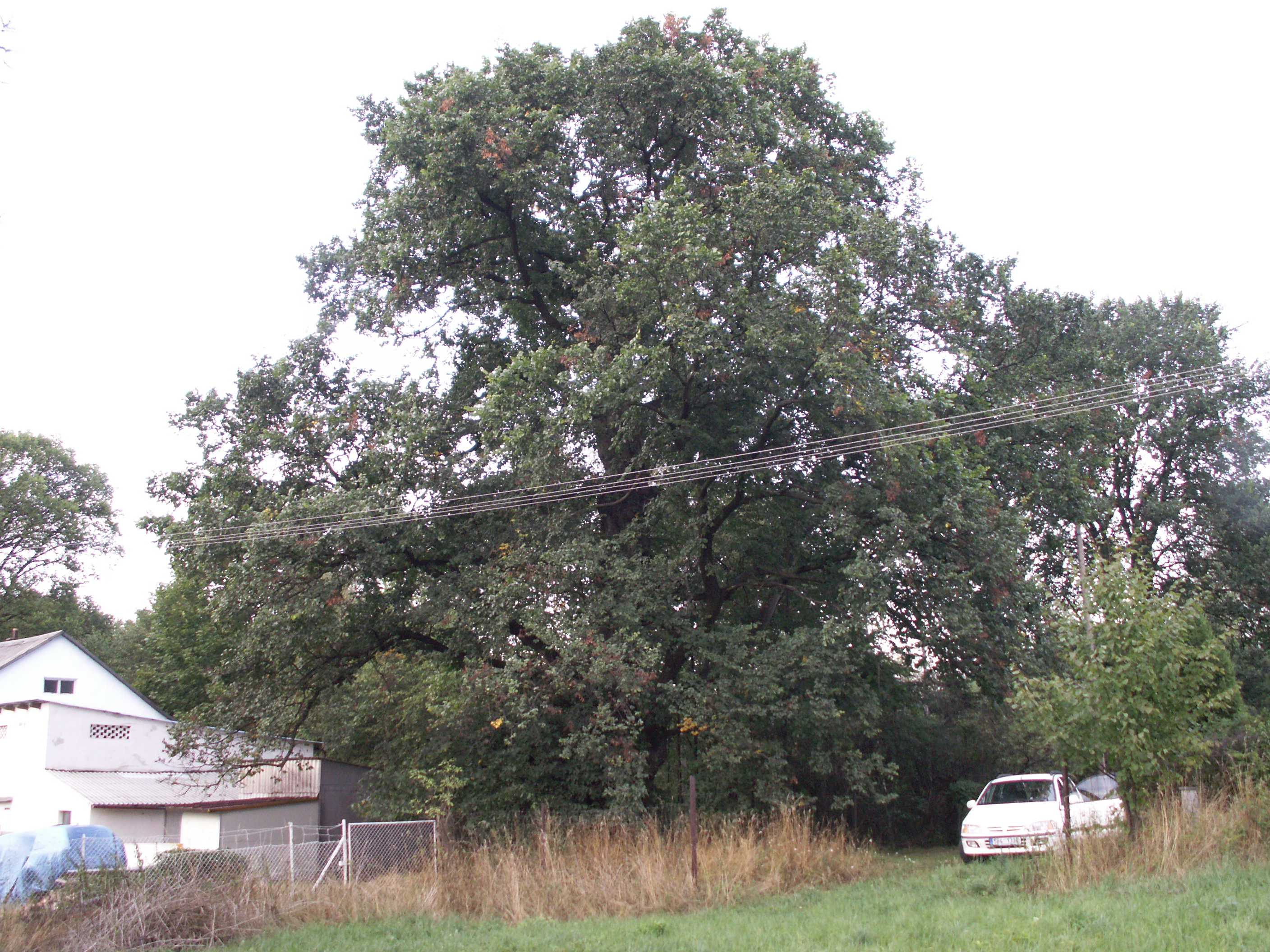
Pauk-Ulme

Malá Kraš (deutsch Klein Krosse) ist eine Grundsiedlungseinheit der Gemeinde Velká Kraš in Tschechien. Sie liegt zwei Kilometer südwestlich von Vidnava und gehört zum Okres Jeseník.

## Geographie
Malá Kraš erstreckt sich rechtsseitig des Flüsschens Vidnavka (Weidenauer Wasser) am nördlichen Fuße des Friedeberger Berglands (Žulovská pahorkatina) an der Einmündung des Černý potok (Jüppelbach). Südlich erheben sich der Jahodník (378 m) und der Smolný vrch (404 m).
Nachbarorte sind Velká Kraš im Norden, Fojtova Kraš und Vidnava im Nordosten, Nová Malá Kraš und Jarnołtów im Osten, Štachlovice im Südosten, Habina im Süden, Kobylá nad Vidnavkou im Südwesten sowie Hukovice im Westen.

## Geschichte
Das Dorf wurde wahrscheinlich im Zuge der Kolonisation der Grenzwälder zur Zeit Ottokars I. Přemysl durch deutsche Siedlern angelegt. Die erste urkundliche Erwähnung von Malá Kraš erfolgte im Jahre 1291 als Besitz der Kastellanei Ottmachau und belegt die Existenz des Ortes seit 1266. Seit 1326 ist ein Vogtsitz nachweisbar, zu dem drei Hufen Land gehörten. Erster namentlich überlieferter Vogt war der Weidenauer Bürger Cuncko Gunderamin, dem 1426 Nikolaus von Olszanka|Altzenau folgte. Als Kommandant der Bischofsburg Ottmachau ergab er sich im November 1426 kampflos den Hussiten und wurde deshalb 1431 vor dem Breslauer Rathaus als Verräter hingerichtet. Seine Nachfolger lagen im Dauerstreit mit der Stadt Weidenau, die versuchte die Rechte der Vögte zu beschneiden.
In der Mitte des 16. Jahrhunderts wurde zwischen der „Lahmen Seite“ (Malá Kraš) am steinigen und unfruchtbaren rechten Ufer der Vidnavka und der „Schlachten Seite“ (Velká Kraš) am flachen linken Ufer unterschieden. Seit dieser Zeit lassen sich auch die ersten Steinbrüche nachweisen. 1580 bestand das 17 Hufen, darunter zweieinhalb Freihufen, umfassende Dorf aus 24 Bauern, einem Gärtner und 13 weiteren Anwesen. Die Vogtei Kleingrosse einschließlich des Kaltenhofes wurde um 1600 mit dem ehemaligen Vogtshof (Niederhof) Rothwasser zu einer Einheit verbunden. Während des Dreißigjährigen Krieges wurde Kleingrosse 1633 zerstört und blieb lange wüst. Auch der Granitabbau erlosch. Erst seit dem Beginn des 18. Jahrhunderts sind wieder Zehnteinnahmen der Weidenauer Kirche aus Kleingrosse nachweisbar.
Zu Beginn des 19. Jahrhunderts entstand anstelle des Kaltenhofes die Siedlung Neukleingrosse. 1806 lebten in den 48 Häusern von Kleingrosse 289 Menschen, hinzu kamen noch vier Häuser in Neukleingrosse mit 29 Bewohnern. Im Jahre 1836 bestand das Dorf aus 50 Häusern mit 362 Einwohnern, Neukleingrosse war auf sieben Häuser mit 50 Einwohnern angewachsen.
Nach der Aufhebung der Patrimonialherrschaften bildete Kleingrosse ab 1850 eine eigene Gemeinde und ab 1869 einen Ortsteil der Gemeinde Großgrosse im Bezirk Freiwaldau. Neukleingrosse bildete seit 1850 einen Ortsteil von Altrothwasser und wurde 1924 nach Weidenau umgemeindet.
Südlich von Kleingrosse wurde in zahlreichen Steinbrüchen Friedeberger Granit abgebaut. Im Jahre 1900 lebten in den 58 Häusern des Dorfes, das seit Beginn des 20. Jahrhunderts den Namen Kleinkrosse und danach Klein Krosse führte, 352 Menschen. Am 22. September 1938 starb bei einem Überfall von Mitgliedern des Sudetendeutschen Freikorps der Grenzposten Viktor Dadák. Nach dem Münchner Abkommen wurde Klein Krosse dem Deutschen Reich zugeschlagen und gehörte von 1939 bis 1945 zum Landkreis Freiwaldau. Nach dem Zweiten Weltkrieg erfolgte die Vertreibung der deutschen Bewohner und der Ort erhielt den Namen Malá Kraš. 1968 wurde die frühere Habichtbaude als Chata Mír zu einem Kinderferienlager umgebaut. Ebenfalls in Habina entstand ein Ferienlager für die Kinder von Berufssoldaten. 1976 wurde Malá Kraš zusammen mit Velká Kraš in die Stadt Vidnava eingemeindet und zugleich dem Okres Šumperk zugeordnet. Dabei verlor das Dorf den Status eines Ortsteiles. Seit 1990 gehört Malá Kraš wieder zur Gemeinde Velká Kraš und seit Beginn des Jahres 1996 kam der Ort zum Okres Jeseník.

## Ortsgliederung
Malá Kraš gehört die Siedlung Habina.
Malá Kraš bildet einen Katastralbezirk.

## Sehenswürdigkeiten
- Naturdenkmal Venušiny misky (Venusschüsseln) am Smolný vrch
- Paukův jilm, die 300-jährige Feldulme ist seit 1999 als Baumdenkmal geschützt